# Поліомавіруси
Поліомавіруси (Polyomaviridae) — родина безоболонкових вірусів, які спричинюють хвороби у ссавців та птахів. Раніше існували родина Papovaviridae, яку згідно з останнім переглядом класифікації вірусів розділили на дві родини Polyomaviridae і Papillomaviridae. До родини входять чотири роди, у які класифіковано 89 видів і ще 9 не класифіковано. Більшість цих вірусів є дуже поширеними і, як правило, безсимптомними у більшості досліджуваних людських популяцій. Вірус BK асоціюється з нефропатією у пацієнтів з трансплантацією нирок і трансплантацією твердих органів. JC-вірус — з прогресуючою мультифокальною лейкоенцефалопатією. Вірус клітин Меркель — з раком клітин Меркель. Поліомавіруси вважаються тими вірусами, що спричинюють пухлини у тварин і людей. Супресор пухлин p53 виділено як клітинний білок, пов'язаний з антигеном одного з поліомавірусів.

## Історія виявлення
Мишачий поліомавірус був першим виявленим поліомавірусом, про який Людвик Гросс повідомив у 1953 році, як здатний спричинити пухлини привушної залози.

## Таксономія
Поліомавіруси є членами I групи (дволанцюгові ДНК-віруси) за Балтиморською класифікацією. Класифікація поліомавірусів була декілька разів змінена коли відкривали нових членів групи. Раніше поліомавіруси та папіломавіруси, які мають багато структурних особливостей, але відрізняються дуже різними геномними організаціями, були віднесені разом до натепер застарілої родини Papovaviridae. Поліомавіруси поділялися на три основні клади (тобто генетично пов'язані групи), надалі були ще зміни в класифікації. Зрештою Міжнародний комітет з питань систематики вірусів (ICTV) постановив розділити родину Polyomaviridae на три роди й на березень 2017 року класифікація родини така:
- Рід Alphapolyomavirus (37 видів)
Mesocricetus auratus polyomavirus 1 [[[синонім]] Hamster polyomavirus]
Mus musculus polyomavirus 1 [син. Murine polyomavirus]
- Рід Betapolyomavirus (29 видів)
Human polyomavirus 1 [син. BK polyomavirus]
Human polyomavirus 2 [син. JC polyomavirus]
Macaca mulatta polyomavirus 1 [син. Simian virus 40]
Mus musculus polyomavirus 2 [син. Murine pneumotropic virus]
- Рід Gammapolyomavirus (7 видів)
Aves polyomavirus 1 [син. Budgerigar fledgling disease polyomavirus]
- Род Deltapolyomavirus (4 види)
- Види incertae sedis (3 види)
Bos taurus polyomavirus 1 [син. Bovine polyomavirus]

Наразі родину класифіковано до порядку Sepolyvirales. Опис і класифікація нових видів триває.

## Структура
Поліомавіруси — це нерозвинені ДНК—дволанцюгові віруси з круговими геномами близько 5000 пар основ. Геном упакований у вірусний капсид діаметром близько 40-50 нанометрів, яка має ікосаедричну форму (Т = 7 симетрія). Капсид складається з 72 пентамерних капсомерів білка під назвою VP1, який здатний самозбиратися у закритий ікосаедр; кожен пентамер VP1 асоціюється з однією молекулою одного з двох інших капсидних білків, VP2 або VP3. Геном типового поліомавірусу кодує від 5 до 9 білків, розділених на дві області транскрипції, звані ранньою та пізньою областями через час, протягом якого вони транскрибуються. Кожна область транскрибується РНК-полімеразою II-господаря у вигляді пре-РНК, що містить кілька генів. Рання область зазвичай кодує два білки, малі та великі пухлинні антигени, що утворюються шляхом альтернативного сплайсингу. Пізня область містить три капсидні структурні білки VP1, VP2 та VP3, вироблені альтернативними трансляційними початковими сайтами. Додаткові гени та інші варіації на цю тему присутні у деяких вірусів: наприклад, поліомавіруси гризунів мають третій білок, названий середнім пухлинним антигеном у ранньому регіоні, який надзвичайно ефективний для індукування клітинної трансформації. SV40 має додатковий капсидний білок VP4; в деяких прикладах є додатковий регуляторний білок, який називається агнопротеїном, експресований з пізньої області. Геном також містить некодируючу контрольну або регуляторну область, що містить промотори ранньої та пізньої областей, сайти початку транскрипції та початок реплікації.

## Реплікація
Життєвий цикл поліомавірусу починається з входження в клітину хазяїна. Клітинні рецептори для поліомавірусів — це залишки сіалової кислоти гліканів, зазвичай гангліозиди. Приєднання поліомавірусів до клітин хазяїна опосередковується зв'язуванням VP1 до сіалільованих гліканів на клітинній поверхні. Після зв'язування з молекулами на клітинній поверхні віріон ендоцитозується і потрапляє в ендоплазматичний ретикулум — унікальна поведінка серед відомих вірусів, що не обволікаються, де вірусна капсидна структура, ймовірно, буде порушена дією ферментів дисульфідізомерази клітин хазяїна. Деталі транзиту до ядра не зрозумілі, можуть відрізнятися між окремими поліомавірусами. Часто повідомляється, що неушкоджена, хоча і викривлена, частинка віріона вивільняється з ендоплазматичного ретикулума в цитоплазму клітин, де геном вивільняється з капсиду, імовірно, через низьку концентрацію кальцію в цитоплазмі. Як експресія вірусних генів, так і реплікація вірусного геному відбуваються в ядрі за допомогою клітинних механізмів хазяїна. Ранні гени містять як мінімум малий пухлинний антиген (ST) і великий пухлинний антиген (LT), експресуються спочатку з єдиного альтернативно сплайсированого ланцюга РНК месенджера. Ці білки служать для регуляції вірусними засобами клітинного циклу хазяїна — відбувається порушення регуляції переходу від фази G1 до фази S, коли геном клітини хазяїна реплікується, тому що для реплікації вірусного генома необхідний механізм реплікації ДНК клітини хазяїна. Точний механізм цієї дизрегуляції залежить від вірусу. LT індукує реплікацію ДНК з некодуючої контрольної області вірусного геному (NCCR), після чого експресія ранньої мРНК знижується і починається експресія пізньої мРНК, що кодує вірусні капсидні білки. Ці взаємозв'язки притаманні декільком поліомавірусам, включаючи вірус Меркель, мають онкогенний потенціал. Описано декілька механізмів регулювання переходу від ранньої до пізньої експресії генів, включаючи залучення білка LT до придушення раннього промотору експресії незакінчених пізніх мРНК з розширеннями, доповненнями до ранньої мРНК, і експресія регуляторної мікроРНК. Експресія пізніх генів призводить до накопичення вірусних капсидних білків у цитоплазмі клітин хазяїна. Капсидні компоненти надходять у ядро з метою інкапсидації нової вірусної геномної ДНК. Механізм вивільнення вірусу з клітини хазяїна різниться між поліомавірусами; деякі експресують білки, що полегшують вихід клітин, такі як агнопротеїн або VP4. У деяких випадках високий рівень інкапсидованого вірусу призводить до лізису клітин, вивільняючи віріони.

## Вірусні білки

### Пухлинні антигени
Великий пухлинний антиген відіграє ключову роль у регулюванні життєвого циклу вірусу шляхом приєднання до реплікації ДНК, де він сприяє її синтезу. Крім того, оскільки поліомавіруси покладаються на механізм клітини хазяїна, для реплікації її необхідно перебувати в s-фазі, щоб це почалося. Завдяки цьому великий Т-антиген також модулює клітинні сигнальні шляхи для стимулювання прогресування клітинного циклу шляхом зв'язування з низкою клітинних контрольних білків. Це досягається інгібування тих генів, що пригнічують пухлини, — p53 та членів сімейства ретинобластоми (pRB), стимуляцією росту клітин шляхом зв'язування клітинної ДНК, АТФази-гелікази, асоціації α-ДНК-полімерази. Ця аномальна стимуляція клітинного циклу є потужною силою для онкогенної трансформації.
Маленький пухлинний антиген також здатний активувати кілька клітинних шляхів, що стимулюють проліферацію клітин. Поліомірусні малі Т-антигени зазвичай націлюють білкову фосфатазу 2А (PP2A) — ключовий регулятор мультисуб'єктності декількох шляхів, включаючи Akt, мітоген-активовану протеїнкіназу (MAPK) і шлях, стрес-активовану протеїнкіназу (SAPK). Малий Т-антиген поліомавірусу клітин Меркеля кодує унікальний LT-стабілізаційний домен. На відміну від SV40, малий Т-антиген MCV безпосередньо трансформує клітини гризунів in vitro.
Середній пухлинний антиген використовується в модельних організмах, розроблених для дослідження раку, таких як система MMTV-PyMT. Там він функціонує як онкоген.

### Капсидні протеїни
Поліомавірусний капсид складається з одного основного компонента — білка капсиду VP1, та одного або двох другорядних компонентів, мінорних білків капсиду VP2 та VP3. Пентамери VP1 утворюють закритий ікосаедричний вірусний капсид, а всередині його кожен пентамер асоціюється з однією молекулою VP2 або VP3.

### Агнопротеїн
Невеликий багатофункціональний фосфобілок, який міститься у пізній кодуючій частині геному деяких поліомавірусів. Він має важливе значення для поширення вірусів, які його експресують, і, як вважається, він бере участь у регулюванні життєвого циклу вірусів, зокрема реплікації та виході вірусу з клітини хазяїна, але точні механізми цього невідомі.

## Людські поліомавіруси
Більшість поліомавірусів людей не заражає. З поліомавірусів, каталогізованих станом на 2017 рік, відомо 14, які здатні це зробити. Їм присвоєно також назви «Поліомавіруси людини 1—14». Деякі поліомавіруси спричинюють хвороби у людей з ослабленим імунітетом. Один із поліомавірусів, що часто спричинює ураження людей, є вірус клітин Меркеля (виявлений у 2005 році). У імуноскомпрометованих людей ураження шкіри спричинює рідкісно Trichodysplasia spinulosa polyomavirus або людський поліомавірус 8. Антитіла до лімфотропного поліомавірусу мавпи були виявлені у людей, що дозволяє припустити, що цей вірус чи близькоспоріднений може заражати людину.

### Клінічні прояви
Усі поліомавірусні інфекції є поширеними у дитячому і молодому віці. У більшості випадків ураження без- або малосимптомні. Ці віруси, ймовірно, протягом усього життя персистують у майже всіх дорослих. Асоціації хвороб включають вірус BK з нефропатією при трансплантації нирок та непланових трансплантацій кісток, JC вірус з прогресуючою мультифокальною лейкоенцефалопатією, клітинний вірус Меркель з раком відповідних клітин. Людський поліомавірус 8 (описаний у 2010 році) спричинює триходисплазію.